# David Van Severen
David Van Severen (* 2. Juni 1978 in Gent) ist ein belgischer Architekt.

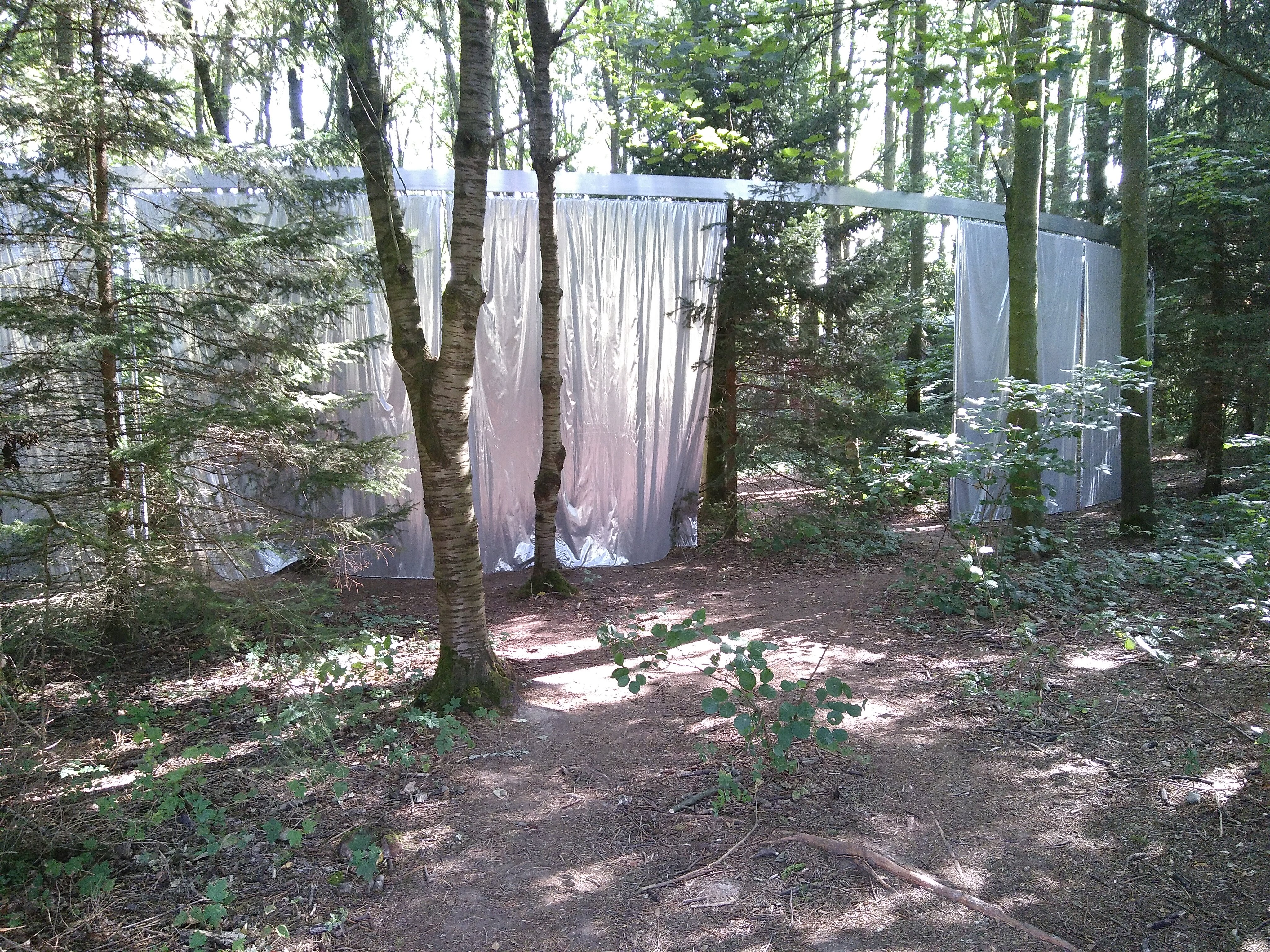
Modell für einen Turm, Dilbeek

## Werdegang
David Van Severen wuchs als Sohn von Maarten Van Severen auf und studierte Architektur an der Universität Gent und an der Escuela Técnica Superior de Arquitectura de Madrid. Er arbeitete bis 2004 bei Stéphane Beel in Gent und Xaveer de Geyter in Brüssel und bei seinem Vater in Gent (1999–2005). 2002 gründete er mit Kersten Geers das Architekturbüro OFFICE KGDVS in Brüssel. Van Severen lehrte am Berlage Institute in Rotterdam, an der Universität Gent, der École nationale supérieure d’architecture in Versailles und aktuell mit Kersten Geers am Kenzo Tange-Chair an der Harvard University Graduate School Of Design.
Er war Mitgründer und Redakteur der Architekturzeitschrift San Rocco.

## Bauwerke OFFICE KGDVS

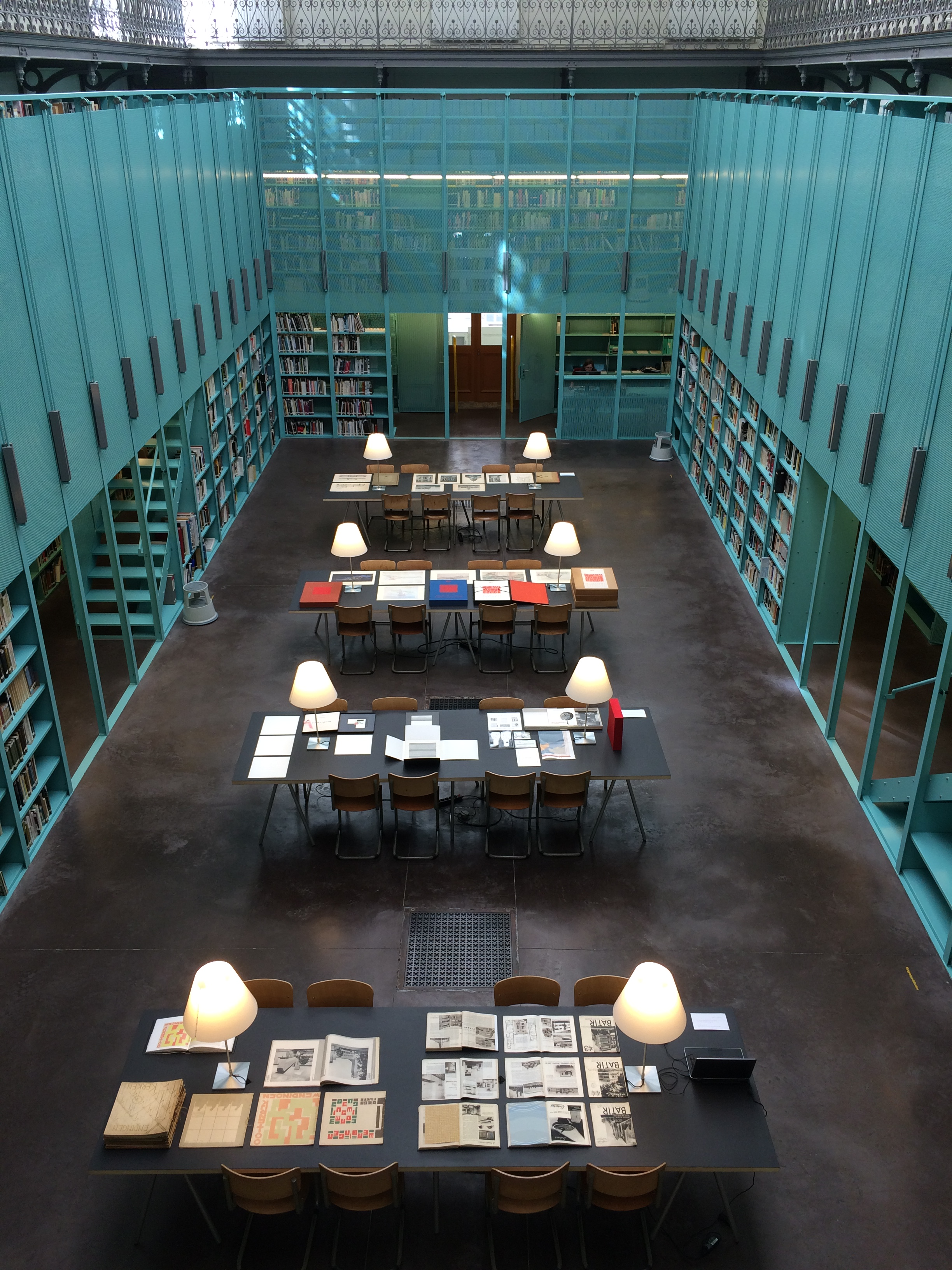
Architekturbibliothek der Universität Gent

Die Bauten von OFFICE KGDVS wurden von Mikael Olsson und Bas Princen fotografiert.
- 2007–2009: EXPO, Kortrijk mit Bas Smets
- 2007–2009: Computergeschäft, Tielt
- 2008–2011: Bürogebäude, Kortrijk
- 2007–2012: Villa, Buggenhout
- 2008–2012: Stadtvilla, Brüssel mit Bas Smets
- 2009–2012: Wochenendhaus, Merchtem
- 2011–2013: Trocknungshalle, Hulshout
- 2011–2013: Gartenpavillons, Sharjah mit Yuko Hasegawa
- 2010–2014: Architekturbibliothek der Universität Gent
- 2011–2015: Landwirtschaftsschule, Leuven
- 2011–2015: Haus, Linkebeek
- 2013–2016: Inkubator, Waregem
- 2012–2017: Kulturzentrum, Riffa-Muharraq[3]
- 2012–2017: Solo House, Matarraña
- 2017–2019: Kunstgalerie, Antwerpen mit Bas Smets
- 2014–2020: Bürogebäude, Kortrijk
- 2017–2020: Tondo, Brüssel mit Bollinger + Grohmann[4]
- 2018–2021: Künstleratelier, Brüssel
- 2012–2021: Platzgestaltung entlang des Pearling Path mit Bas Smets
- 2014–2021: Krematorium, Ostende mit Bas Smets
- 2014–2021: Wohnkomplex, Paris
- 2019–2021: Gartenmöbel für Skogskyrkogården mit Studio näv, Artek
- 2018–2022: Brauerei, Brüssel
- 2019–2022: Bürogebäude, Brüssel
- 2017–2023: Bibliothek, Sint-Martens-Latem
- 2018–2023: Haus 4, Brüssel
- 2019–2023: Wall house, Gent

## Preise
- 2010: Silberner Löwe für Gartenpavillon mit Bas Princen auf der 12. Architekturbiennale Venedig[5]
- 2014: Erwähnung – Philippe Rotthier European Prize for Architecture für Trockenhalle für Topfpflanzen, Herselt
- 2016: Berliner Kunstpreis[6]
- 2019: Shortlist – Mies van der Rohe Preis für Solo House, Matarraña[7]
- 2020: Nominierung – Swiss Architectural Award
- 2021: Aga Khan Award for Architecture für Platzgestaltungen entlang des Pearling Path und Kulturzentrum

## Ausstellungen
- 2006, 2008, 2010, 2012, 2016: Architekturbiennale Venedig
- 2015: Chicago Architecture Biennial

## Bücher
- OFFICE Kersten Geers David van Severen. Seven Rooms. Hatje Cantz, 2009
- a+u 2019:12 OFFICE Kersten Geers David van Severen.
- 2G N.63 – OFFICE Kersten Geers David van Severen. Walther König Verlag, Köln 2012
- El Croquis 185